# Нот (окръг, Кентъки)
Окръг Нот (на английски: Knott County) е окръг в щата Кентъки, Съединени американски щати. Площта му е 914 km², а населението - 17 649 души (2000). Административен център е град Хаймън.